# Gilbert Heathcote (3e baronnet)
Gilbert Heathcote, 3e baronnet (décédé le 2 novembre 1785) de Normanton Park, Rutland est un député britannique.

## Biographie

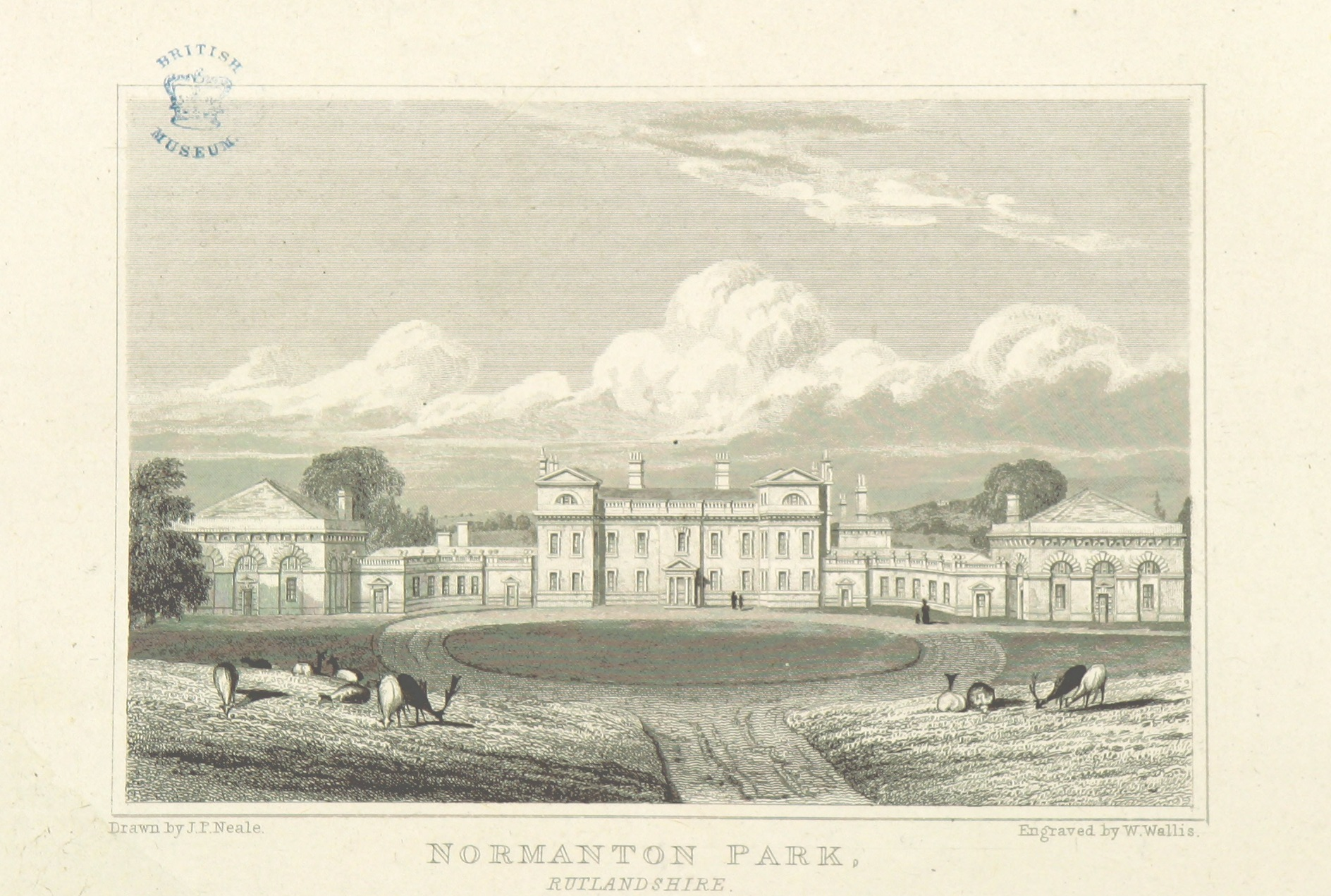
Normanton Park (1818) de John Preston Neale

Il est le fils de John Heathcote (2e baronnet), et de Bridget, fille de Thomas White, et fait ses études au Queens 'College de Cambridge. Il hérite de Normanton Park à la mort de son père en 1759, qu'il remplace comme baronnet. En 1761, il est élu à la Chambre des communes pour Shaftesbury, poste qu'il occupe jusqu'en 1768.
Il épouse en 1749 Margaret, fille de Philip Yorke (1er comte de Hardwicke). Après la mort de sa première femme en 1769, il épouse en 1770 Elizabeth, fille de Robert Hudson, en 1770. Il meurt en novembre 1785 et son fils, Gilbert Heathcote (4e baronnet), issu de son deuxième mariage, lui succède.